# Hippocephala minor
Hippocephala minor är en skalbaggsart som beskrevs av Maurice Pic 1927. Hippocephala minor ingår i släktet Hippocephala och familjen långhorningar. Inga underarter finns listade i Catalogue of Life.